# قطعنامه ۶۹۶ شورای امنیت
قطعنامه ۶۹۶ شورای امنیت سازمان ملل متحد که در تاریخ ۳۰ مه ۱۹۹۱ تصویب شد، سندی بین‌المللی دربارهٔ آنگولا است. این قطعنامه طی نشست ۲۹۹۱ام با ۱۵ رای موافق، ۰ مخالف و ۰ ممتنع تصویب شد.